# Uwe Gensheimer
Uwe Gensheimer (Mannheim, 26 oktober 1986) is een Duitse handbalspeler van Rhein-Neckar Löwen en van het Duits nationaalteam.
Hij maakte zijn internationale debuut op 25 november 2005 tegen Slovenië. In 12 augustus 2021 zette Gensheimer een punt achter zijn interland carrière.

## Erelijst

### Clubverband
| Rhein-Neckar Löwen  |    |                           |
| EHF Cup             | 1x | 2012/13                   |
| Landskampioen       | 1x | 2015/16                   |
| Bekerwinnaar        | 1x | 2022/23                   |
| Paris Saint-Germain |    |                           |
| Landskampioen       | 3x | 2016/17, 2017/18, 2018/19 |
| Bekerwinnaar        | 3x | 2016/17, 2017/18, 2018/19 |
| Supercup            | 1x | 2017/18                   |

### Internationaal
| Duitsland              |    |      |
| Olympische Spelen      | 1x | 2016 |
| Duitsland U20          |    |      |
| Europees kampioenschap | 1x | 2006 |

### Persoonlijke prijzen
- Topscoorder op het Jeugd Europees kampioenschap handbal: 2004
- Speler van de wereld kampioenschappen voor jeugd: 2007
- Topscoorder van de EHF Champions League: 2011,2017
- Speler van het seizoen in de Bundesliga: 2010/11